# Джетиасарська культура

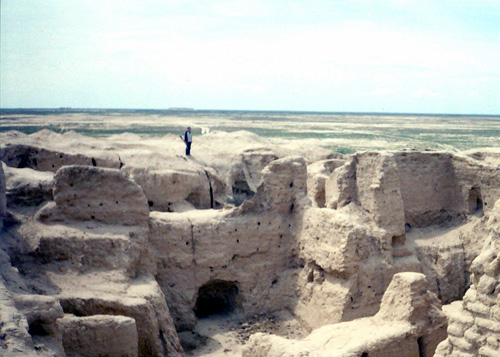
Руїни укріплень IV століття, 80 км на південь від Байконира

Джетиасарська культура (Джети-Асар, Жетиасар, від каз. Сім (багато) фортець) — археологічна культура раннього залізного віку і раннього середньовіччя початку I тис. до н.е - IX н.е. Поселення розташовані в північній частині стародавніх дельт Сирдар'ї і Куандар'ї, на північ від так званого Протокувандарі (система русел сухих річок Ескідарьялик, Стара Сирдар'я). Більшість населених пунктів розташовані в 45-90 км на південь від сучасного міста Байконир і села Джусали Кизилординської області Казахстану. Через район поселення Джетиасар проходив важливий караванний шлях з гір Тянь-Шаню на Ітіль у гирлі Волги.
Найзначніші поселення – Алтинасар (17 га), Курайлясар, Караасар, Базарасар, Томпакасар і Жалпакасар. Телли (кургани уламків поселень) підносяться на два-десять метрів над навколишньою рівниною.
Усі поселення джетиасарської культури розташовані у стародавньому руслі річки, вони добре укріплені, з однією або кількома дво- та триповерховими вежами кожне. Основу економіки становили тваринництво, іригаційне землеробство, рибальство.
Археологи пов'язують культуру Джетиасар з культурою стародавніх тохарів і ефталітів або з культурою племен авар.
Джетиасарські стоянки вперше були розкопані в 1946—51 Хорезмською археологічно-етнографічної експедицією АН СРСР під керівництвом С. П. Толстова. У 1973-1993 рр. розкопки відновлені під керівництвом Л.М.Левіна. Найбільш значні розкопки поселення Алтинасар і прилеглих могильників були проведені в другій половині 1980-х - початку 1990-х років у зв'язку з будівництвом водопроводу для доставки артезіанської води з пустелі Кизилкум до Байкониру.